# 天星寺镇
天星寺镇，是中华人民共和国重庆市巴南區下辖的一个乡镇级行政单位。

## 行政区划
天星寺镇下辖以下地区：
天星寺社区、单石村、芙蓉村、花房村、雨台村和雪梨村。